# Kykotsmovi Village
Kykotsmovi, noto anche come New Oraibi (hopi: Kiqötsmovi) è un census-designated place degli Stati Uniti d'America, nella Contea di Navajo nello Stato dell'Arizona. Ha una popolazione di 776 abitanti secondo il censimento del 2000. Secondo lo United States Census Bureau ha un'area totale di 43,6 km².

## Geografia fisica
Kykotsmovi si trova nell'Arizona nord-orientale all'interno del territorio della riserva indiana Hopi. È collegato dalla Statale 264 dell'Arizona, e si trova fra Hotevilla-Bacavi e Second Mesa.
Vi ha sede il Consiglio tribale Hopi.